# Onychaspidium nigriceps
Onychaspidium nigriceps är en tvåvingeart som först beskrevs av Oswald Duda 1930.  Onychaspidium nigriceps ingår i släktet Onychaspidium och familjen fritflugor. Inga underarter finns listade i Catalogue of Life.